# Robert von Pöhlmann
Robert von Pöhlmann, född 31 oktober 1852 i Nürnberg, död 27 september 1914 i München, var en tysk historiker.
von Pöhlmann blev 1879 docent i gamla tidens historia i Erlangen, där han 1884 blev extra ordinarie och 1886 ordinarie professor. År 1900 utnämndes han till ordinarie professor vid Münchens universitet. Av Pöhlmanns arbeten märks Die Wirtschaftspolitik der florentiner Renaissance und das Prinzip der Verkehrsfreiheit (prisbelönt, 1877), Die hellenischen Anschauungen über den Zusammenhang zwischen Natur und Geschichte (1879), Die Anfänge Roms (1881), Die Übervölkerung der antiken Großstädte im Zusammenhang mit der Gesamtentwickelung städtischer Zivilisation dargestellt (prisbelönt, 1884), Grundriss der griechischen Geschichte nebst Quellenkunde (i Iwan von Müllers "Handbuch der klassischen Altertumswissenschaft", III; femte upplagan 1914), Geschichte des antiken Kommunismus und Sozialismus (två band, 1893-1900; andra upplagan, kallad "Geschichte der sozialen Frage und des Sozialismus in der antiken Welt", 1912), hans huvudverk, Aus Altertum und Gegenwart (Mall:Ejstavfel, andra upplagan 1911, II samma år), Sokrates und sein Volk (1899), Griechische Geschichte im 19. Jahrhundert (1902), Zur Geschichte der antiken Publizistik (1904), Sokratische Studien (1906), Zur Geschichte der Gracchen (1908), Geschichte der römischen Kaiserzeit und des Unterganges der antiken Welt (i Julius von Pflugk-Harttungs "Weltgeschichte" ; ingår i detta arbetes svenska översättning, I, 1912) och Die Weltanschauung des Tacitus (1910).
Pöhlmann omarbetade 22-24:e upplagorna av Wilhelm Roschers "System der Volkwirtschaft" (1896-1906). Hans författarskap, som omfattade de klassiska folkens och Italiens historia samt nationalekonomi och sociologi, präglades av djupgående forskning och nya synpunkter.